# Język tiana
Język tiana, także tobelo tiana – bliżej niezbadany język używany w prowincji Moluki Północne w Indonezji, w dwóch wsiach na wybrzeżu Halmahery: Sarau i Tobelos (kecamatan Ibu Selatan, kabupaten Halmahera Barat). Według doniesień powstał w wyniku wymieszania języków galela i tobelo.
Sama społeczność twierdzi, że wywodzi się z ludu Galela, nie jest to jednak zaświadczone w ich języku. Tiana wykazuje bliskie pokrewieństwo z językami gamkonora i waioli, dzieląc z nimi 60% podstawowego słownictwa. Został zaliczony do grupy języków sahu, którą tworzy wraz z sahu (pa’disua-tala’i), waioli i gamkonora.
Według danych publikacji Perencanaan bahasa Gamkonora berbasis ekologi bahasa (2013) tiana stanowi dominujący język obu miejscowości. Niemniej wieś Tobelos zamieszkują także użytkownicy języka tabaru (tobaru), a w Sarau poza tiana występuje język waioli.
Nie został bliżej opisany w literaturze.